# Tamaria obstipa
Tamaria obstipa är en sjöstjärneart som beskrevs av Rudolf Christian Ziesenhenne 1942. Tamaria obstipa ingår i släktet Tamaria och familjen Ophidiasteridae. Inga underarter finns listade i Catalogue of Life.